# 荻野菜穂
荻野 菜穂（おぎの なお、旧芸名：荻野なお、1985年3月25日 - ）は、兵庫県出身のタレント、女優。一時期は「荻野なお」名義で活動していた。ヴィフ所属（ビッグアップル → ヒラタオフィス → マグニファイ → ヴィフ）。

## 出演

### テレビドラマ
- カードGメン・小早川茜7 愚か者の涙（2004年2月29日、TBS） - 遠藤清乃 役
- 御宿かわせみシリーズ第6話 （2005年11月14日、TBS） - およね役（ゲスト主演）
- 火曜サスペンス劇場 十七年目の秘密（2004年、日本テレビ） - 西山ゆりな 役
- 南くんの恋人（2004年7月-9月、テレビ朝日） - 小久保尚子 役
- 水戸黄門第35部　第6話 （2005年11月14日、TBS） - お咲役（ゲスト主演）
- 恋愛診断・制服のイブ（2007年8月 - 2007年9月、テレビ東京） - 汐崎青空 役（主演）
- ハタチの恋人（2007年10月14日、TBS） - 妊婦 役
- 相棒 Season6 第2話（2007年10月31日、テレビ朝日） - 受付嬢 役
- 愛の劇場40周年記念番組「ラブレター」（2008年11月 - 2009年2月、TBS） - 野々村千絵 役
- タイムスクープハンター シーズン6 第12話（2014年7月12日、NHK総合） - ゆか 役

### テレビ番組
- めざましテレビ『MOTTOいまドキ!』レポーター（2007年4月 - 2008年3月、フジテレビ）
- プレミアの巣窟 プレミアンガールズ（2008年4月 - 9月、フジテレビ）
- 全力坂（2007年4月2日・19日、テレビ朝日）

### 広告

#### テレビCM
- ダイハツ工業 ミラ・セルフマチック（2005年） 「主導権は私」篇

#### スチール
- 秋の全国火災予防運動（2004年、消防庁）
- 春の全国火災予防運動（2005年、消防庁）

## 出版物

### DVD
- Floral（2005年、ラインコミュニケーションズ）